# Copa Anglo-escocesa
La Copa anlgo-escocesa va ser un torneig que es disputà durant els setanta i que enfrontava als principals clubs de les lligues anglesa i escocesa.

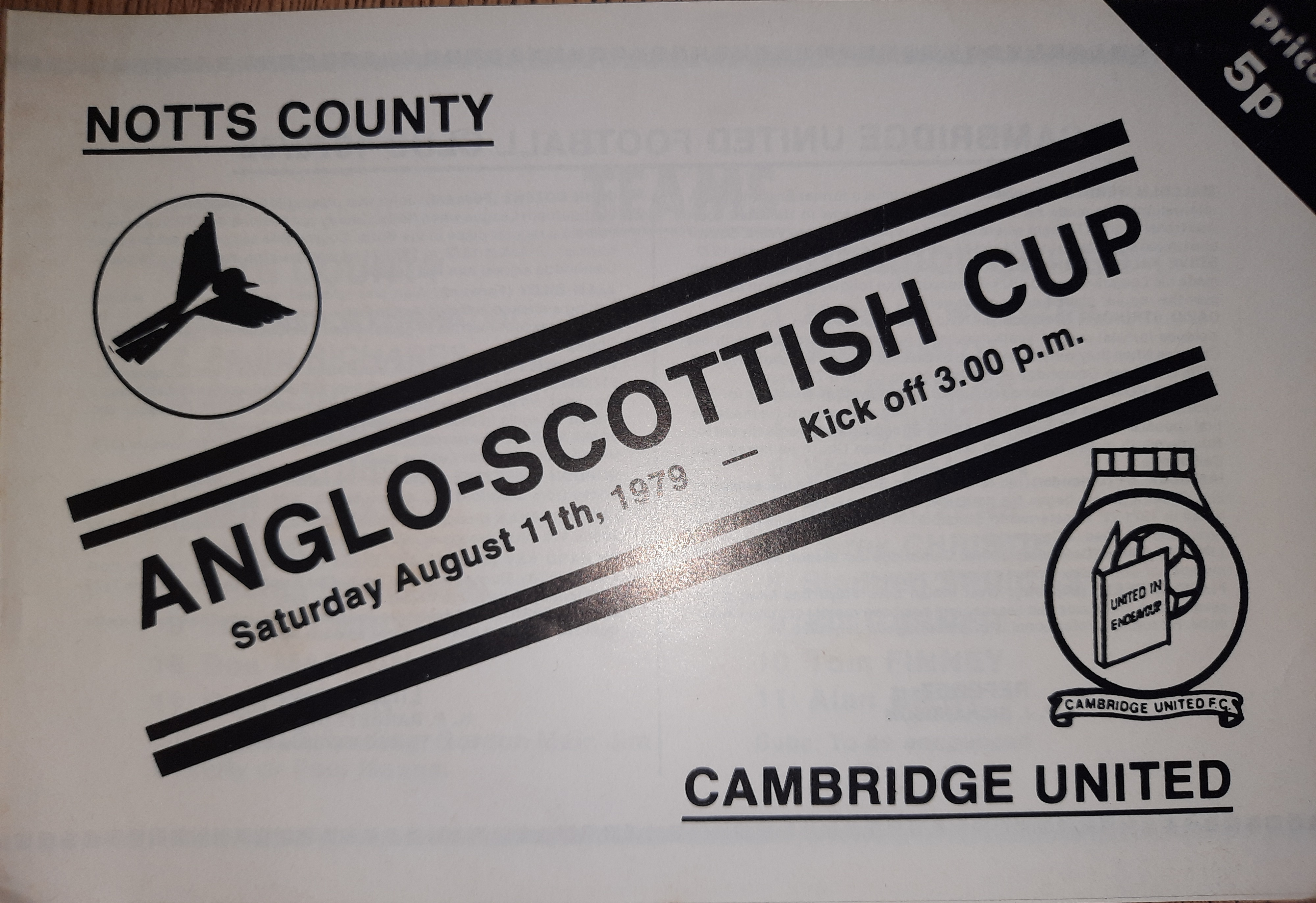
Programa de la Copa Anglo-escocesa 1979-80 Grup C entre Notts County i Cambridge United.

La competició fou creada l'any 1975 com a continuadora de la Texaco Cup, però incorporant només clubs d'Anglaterra i Escòcia. Normalment hi prenien part els principals clubs que havien aconseguit una millor classificació a les seves lligues però que no prenien part en competicions europees. La competició s'abandonà l'any 1981 degut a la cada cop major falta d'interès i fou reemplaçada per una competició exclusiva per a clubs anglesos anomenada Football League Group Trophy.

## Historial
Font:
| Temporada | Vencedor               | Finalista              | Marcador agregat |
| --------- | ---------------------- | ---------------------- | ---------------- |
| 1975-1976 | Middlesbrough F.C.     | Fulham F.C.            | 1-0              |
| 1976-1977 | Nottingham Forest F.C. | Leyton Orient F.C.     | 5-1              |
| 1977-1978 | Bristol City F.C.      | St Mirren F.C.         | 3-2              |
| 1978-1979 | Burnley F.C.           | Oldham Athletic A.F.C. | 4-1              |
| 1979-1980 | St Mirren F.C.         | Bristol City F.C.      | 5-1              |
| 1980-1981 | Chesterfield F.C.      | Notts County F.C.      | 2-1              |